# Elizabeth Peckham
Elizabeth Maria Gifford Peckham , död 1940, var en amerikansk arachnolog, entomolog och naturforskare. 
Hon tog examen från Vassar College 1876, som en av de första kvinnliga vetenskapsmännen med examen i USA. 1880 gifte hon sig med sin kollega George Peckham som skulle bli hennes studiekamrat för resten av hennes liv. 
Bland hennes vetenskapliga meriter, som till stor del delas med hennes man, finns det att ha introducerat studiet av darwinism i gymnasieskolorna i Wisconsin. De klassificerade och studerade också beteendet hos flera släkten av hoppande spindel. 